# Janusz Lech Jakubowski
Janusz Lech Jakubowski (ur. 19 lutego 1905 w Warszawie, zm. 7 maja 2000) – polski inżynier elektrotechnik, wykładowca, profesor Politechniki Warszawskiej, laureat tytułu doctora honoris causa Politechniki Warszawskiej, I sekretarz POP PZPR Politechniki Warszawskiej od maja 1949 roku do marca 1950 roku, członek Komitetu Warszawskiego PZPR w czerwcu 1950 roku, przewodniczący egzekutywy Komitetu Uczelnianego PZPR.

## Życiorys
W 1924 ukończył Gimnazjum Humanistyczne im. M. Reja w Warszawie. Następnie rozpoczął studia na Wydziale Elektrycznym Politechniki Warszawskiej. W 1931 otrzymał dyplom inżyniera elektryka. W latach 1929 i 1932, odbył staż w Laboratoire Ampere w Paryżu, w tym samym czasie pracował jako asystent w Zakładzie Miernictwa Elektrycznego i Wysokich Napięć Politechniki Warszawskiej.
W 1935 na podstawie pracy „Nowy układ prostownikowo-pojemnościowy do pomiaru wysokiego napięcia” uzyskał stopień doktora nauk technicznych.
W 1936 w Instytucie Wysokich Napięć Politechniki w Akwizgranie, przy wsparciu prof. W. Rogowskiego, współtworzył całkowicie nową dyscyplinę nauki dotyczącą oscylacji wysokich napięć.
W czasie współpracy z Komisją 8 Stowarzyszenia Elektryków Polskich – Izolatory i Napięcie, stworzył projekt przepisów na pomiar napięcia iskiernikiem kulowym. W 1937 uzyskał tytuł habilitacyjny.
Po wybuchu II wojny światowej, początkowo pracował jako nauczyciel w Szkole Elektrycznej II stopnia, a następnie prowadził zajęcia w uruchomionej przez Niemców Państwowej Wyższej Szkole Technicznej. Konspirował, należał do Armii Krajowej, walczył w powstaniu warszawskim.
W 1945 został Dziekanem Wydziału Elektrycznego Politechniki Warszawskiej. W latach 1945–1946 wykładał w Szkole Inżynierskiej im. H. Wawelberga i S. Rotwanda. W 1948 wyjechał do USA, gdzie brał udział w Kongresie Wychowania Inżynierskiego, co zaowocowało zakupem, m.in. aparatury naukowej oraz książek dla odbudowującej się Politechniki Warszawskiej.
W 1966, z ramienia UNESCO, wyjechał do Algierii jako szef projektu ds. techniki wysokich napięć. Utworzył w El Harrach na przedmieściach Algieru politechnikę z laboratorium wysokich napięć. W czasie pobytu w Algierii wykonał (w rejonach Sahary), badania osadów na izolatorach, odkrył wtedy nową formę wyładowań. Francja, za trud w naukową współpracę francusko-polską, uhonorowała go Medaille de la Recherches et de l’Invention.
Został pochowany na cmentarzu Powązkowskim w Warszawie (kw. 291, rząd 4, grób 15).

## Stanowiska
- 1929–1932 stażysta w Laboratoire Ampere w Paryżu
- 1929–1932 asystent w Zakładzie Miernictwa Elektrycznego i Wysokich Napięć Politechniki Warszawskiej
- 1936 pracownik w Instytucie Wysokich Napięć Politechniki w Akwizgranie
- współpracownik Komisji 8 Stowarzyszenia Elektryków Polskich – Izolatory i Napięcie
- nauczyciel w Szkole Elektrycznej II stopnia
- nauczyciel w Państwowej Wyższej Szkole Technicznej
- 1945 Dziekan Wydziału Elektrycznego Politechniki Warszawskiej
- 1945–1946 wykładowca w Szkole Inżynierskiej im. H. Wawelberga i S. Rotwanda
- 1966 szef projektu ds. techniki wysokich napięć w Algierii[4].

## Członkostwa
- 1947–1948 członek Komisji Organizacji Instytutów Naukowych Ministerstwa Przemysłu i Handlu
- 1947–1949 członek Państwowej Rady Energetycznej
- 1948 członek Komisji Doradczej ds. Wydawniczych Ministerstwa Oświaty
- od 1952 członek korespondent, od 1956 członek rzeczywisty Polskiej Akademii Nauk, w latach 1952–1968 członek jej prezydium[6]
- członek rzeczywisty Towarzystwa Naukowego Warszawskiego
- członek korespondent Polskiej Akademii Nauk Technicznych[4]

## Działalność pozanaukowa
- Aktywny działacz polityczny (należał do PZPR)
- Zainteresowania m.in.
  - taternictwo
  - zagadnienia psychologiczne, metapsychiczne[4].

## Wybrane publikacje
Autor ponad 250 prac, m.in.:
- 1939 „Aktualne zagadnienia techniki wysokich napięć”,
- 1948 „Wytrzymałość dielektryczna”,
- 1948 „Miernictwo wysokich napięć”,
- „Piorun ujarzmiony” (popularnonaukowa)[4]

## Nagrody, wyróżnienia, odznaczenia
- Medaille de la Recherches et de l’Invention (Francja)
- 1986 tytuł doctora honoris causa Politechniki Warszawskiej
- Krzyż Komandorski z Gwiazdą Orderu Odrodzenia Polski
- Krzyż Oficerski Orderu Odrodzenia Polski (1951)[7]
- Order Sztandaru Pracy I klasy
- Nagrodę Państwową II stopnia
- Nagroda „Problemów” (1964)[8]
- Medal PAN im. M. Kopernika[4]